# Corporate Animals
Pour plus de détails, voir Fiche technique et Distribution.
Corporate Animals est un film américain réalisé par Patrick Brice, sorti en 2019.

## Synopsis
Lucy Vanderton est la PDG mégalomane et égocentrique d'Incroyable Couverts, le premier fournisseur américain de couverts comestibles. Cette dernière organise un week-end de spéléogie d'entreprise au Nouveau-Mexique avec ses employés, accompagnés de Brandon, un guide touristique indifférent. Elle leur oblige dans un premier temps à réaliser un exercice visant à renforcer l'esprit d'équipe qui se soldera par un échec. Le groupe se lance ensuite dans une randonnée souterraine.
Alors qu'ils explorent, un léger tremblement de terre se produit, provoquant un éboulement et la panique dans le groupe. Pris au piège à l'intérieur de la grotte, le groupe sombre rapidement dans le chaos...

## Fiche technique
Sauf indication contraire, les informations mentionnées dans cette section peuvent être confirmées par la base de données cinématographiques IMDb,  présente dans la section « Liens externes ».
- Titre original et français : Corporate Animals
- Réalisation : Patrick Brice
- Scénario : Sam Bain
- Direction artistique : Aja Kai Rowley
- Décors : David Meyer
- Costumes : Stacey Ellen Rich
- Photographie : Tarin Anderson
- Montage : Christopher Donlon
- Musique : Michael Yezerski
- Production : Jessica Wu, Keith Calder, Mike Falbo  et Ed Helms

Producteur délégué : Paul O. Davis
- Sociétés de production : Pacific Electric Picture Company, Protagonist Pictures et Snoot Entertainment
- Société de distribution : Screen Media Films (États-Unis)
- Pays d'origine :  États-Unis
- Langue originale : anglais
- Format : couleur — 2,35:1 — son Dolby Digital et Atmos
- Genre : comédie horrifique
- Durée : 86 minutes
- Dates de sortie[1] :
  - États-Unis : 29 janvier 2019 (Festival du film de Sundance) ; 20 septembre 2019 (sortie nationale)
  - France : 11 juin 2020 (VàD)

## Distribution
- Jessica Williams (VF : Audrey Sourdive) : Jess
- Karan Soni (VF : Sébastien Desjours) : Freddie
- Demi Moore (VF : Marie Vincent) : Lucy Vanderton
- Dan Bakkedahl (VF : Xavier Fagnon) : Billy
- Calum Worthy (VF : Gauthier Battoue) : Aiden
- Jennifer Kim (VF : Julie Turin) : May
- Martha Kelly (VF : Véronique Augereau) : Gloria
- Nasim Pedrad (VF : Pamela Ravassard) : Suzy
- Isiah Whitlock Jr. (VF : Frantz Confiac) : Derek
- Ed Helms (VF : David Krüger) : Brandon
- Courtney Cunningham : Olivia, la fiancée de Brandon
- Britney Spears : elle-même (caméo)

Source et légende : version française (VF) sur RS Doublage et selon le carton du doublage sur Netflix.